# Lori Loughlin
Lori Loughlin, född 28 juli 1964 i Queens i New York, är en amerikansk skådespelare. Loughlin är främst känd för sin medverkan i Huset fullt och Huset fullt – igen, där hon spelar Rebecca Donaldson, flickvän och sedermera fru till Jesse Katsopolis.
Loughlin spelade Jerry Seinfelds flickvän Patty i Seinfeld-avsnittet "The Serenity Now" från 1997. Loughlin har även varit med i Summerland. Där spelar hon Ava Gregory, som är fostermamma till syskonen Bradin, Nikki och Derrick Westerly. År 2008 fick Loughlin en roll i serien 90210.

## Filmografi i urval
- 1985 – Kedjebrevet
- 1987 – Back to the Beach
- 1988–1995 – Huset fullt (TV-serie)
- 1995–1996 – Hudson Street (TV-serie)
- 1997 – Seinfeld (TV-serie)
- 2001 – Spin City (TV-serie)
- 2002 – The Drew Carey Show (TV-serie)
- 2004–2005 – Summerland (TV-serie)
- 2006 – Ghost Whisperer (TV-serie)
- 2008–2012 – 90210 (TV-serie)
- 2013–2018 – Garage Sale Mystery (TV-serie)
- 2014–2018 – When Calls the Heart (TV-serie)
- 2015 – Northpole: Open for Christmas (TV-film)
- 2016 – Every Christmas Has a Story (TV-film)
- 2016–2017 – Huset fullt – igen (TV-serie)